# مجلس فرانکفورت

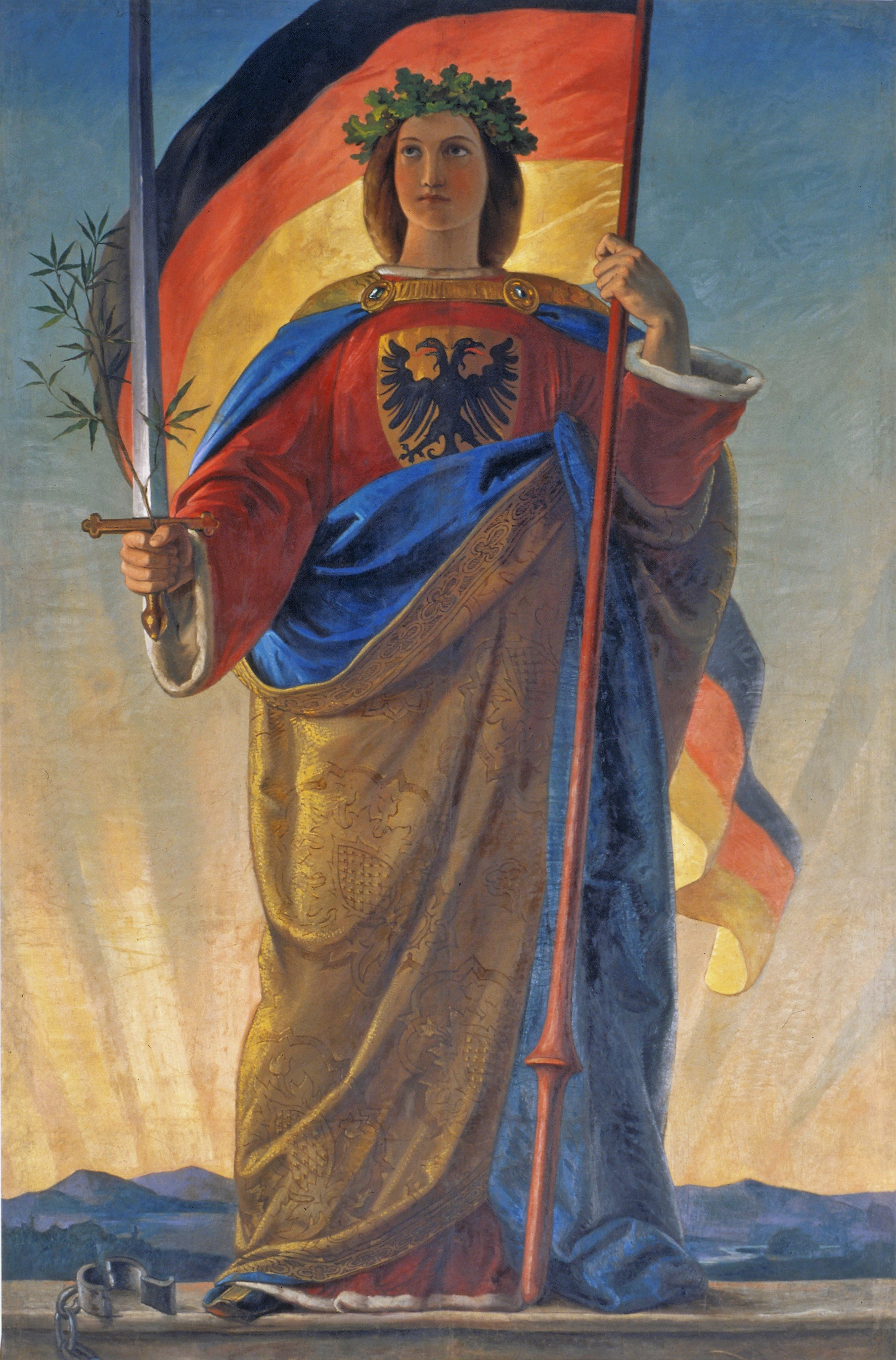
نمادی از آلمان در انقلاب ۱۸۴۸

مجلس فرانکفورت (به آلمانی:Frankfurter Nationalversammlung) نخستین مجلس آزاد مبتنی بر انتخابات در تاریخ آلمان محسوب می‌شود. این مجلس از ۱۸ مه ۱۸۴۸ تا ۳۱ مه ۱۸۳۱ در شهر فرانکفورت تشکیل شد. وجود این مجلس نتیجه انقلاب ۱۸۴۸ آلمان بود که در کنفدراسیون آلمان رخ داد.
پس از مناقشات بحث برانگیز، مجلس توانست قانون اساسی فرانکفورت را تدوین کند که عقیده حاکم بر آن، تشکیل یک امپراتوری آلمان مبتنی بر نظام مجلسی بود. این قانون اساسی خواسته‌های جنبش‌های اجتماعی ملی گرایانه و لیبرالیست را برآورده کرده و بنیان حقوق بشر را مطرح نموده بود. اعلامیهٔ مجلس فرانکفورت عملاً در تضاد با سیاستهای مترنیخ - معروف به کنسرت اروپا - قرار داشت. مجلس موجودیت یک پادشاهی مشروطه تحت رهبری کایزر (امپراتور) را به رسمیت شناخت. پادشاه پروس - فردریش ویلهلم چهارم - از پذیرفتن عنوان امپراتور خودداری کرد؛ زیرا، از وجود مجلسی که قدرت وی را محدود سازد، بیمناک بود. با این حال، در قرن بیستم عناصر و پایه‌های مجلس فرانکفورت تبدیل به الگویی برای قانون اساسی وایمار در ۱۹۱۹ و قانون اساسی آلمان در ۱۹۴۹ گردید.